# Редзень-Другий
Редзень-Другий (пол. Redzeń Drugi) — село в Польщі, у гміні Буженін Серадзького повіту Лодзинського воєводства.
Населення — 26 осіб (2011).
У 1975-1998 роках село належало до Серадзького воєводства.

## Демографія
Демографічна структура станом на 31 березня 2011 року:
|          | Загалом | Допрацездатний вік | Працездатний вік | Постпрацездатний вік |
| -------- | ------- | ------------------ | ---------------- | -------------------- |
| Чоловіки | 15      | 5                  | 8                | 2                    |
| Жінки    | 11      | 2                  | 5                | 4                    |
| Разом    | 26      | 7                  | 13               | 6                    |